# Leptophatnus simplex
Leptophatnus simplex là một loài tò vò trong họ Ichneumonidae.